# National Organization for Rare Disorders

La National Organisation for Rare Disorders (NORD) est une organisation américaine à but non lucratif qui vise à apporter un soutien aux personnes atteintes de maladies rares en promouvant et en finançant la recherche, l’éducation et la mise en réseau des acteurs de ce domaine.  Elle a été fondée en 1983 par Abbey Meyers,, avec des responsables d'associations et de groupes de soutien aux personnes atteintes de maladies rares,. Il s'agit d'une organisation exonérée d'impôt de type 501(c)3. 